# رائول تورس (بازیکن فوتبال، زاده ۱۹۷۷)
رائول تورس (انگلیسی: Raúl Torres؛ زادهٔ ۲۶ اکتبر ۱۹۷۷) بازیکن فوتبال اهل اسپانیا است.
از باشگاه‌هایی که در آن بازی کرده‌است می‌توان به باشگاه فوتبال اتلتیکو مادرید بی و باشگاه فوتبال رئال مورسیا اشاره کرد.